# 高田富藏

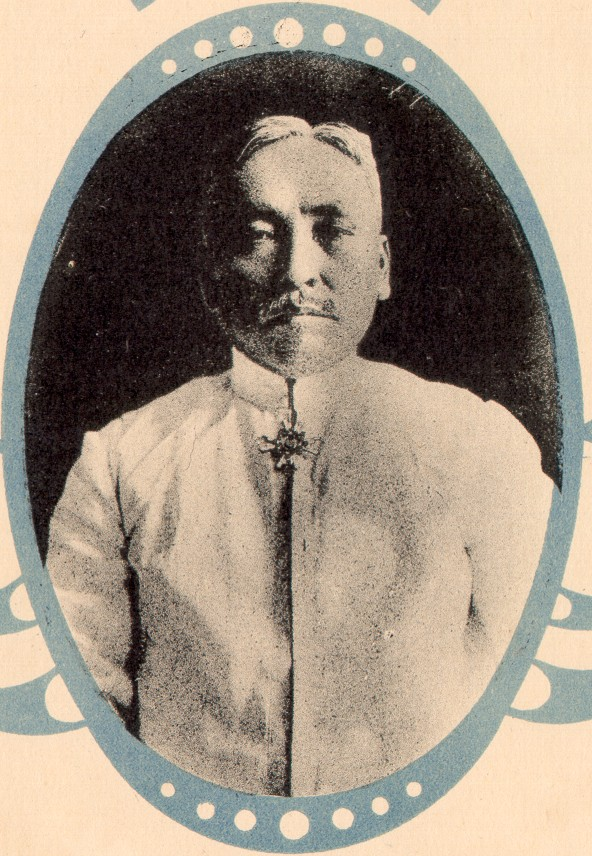

高田富藏（日语：／ Takada Tomizō、1867年9月3日—？），出生於日本攝津國八部郡山田村（今兵庫縣神戶市北區），東京帝國大學法學部英法科畢業，日本大正時代之政府官員。高田富藏於1921年9月17日接替相賀照鄉，於台灣擔任台北州知事，管轄今臺北市、新北市、宜蘭縣及基隆市等地的行政事務。1924年9月20日至1935年3月，任哈爾濱學院校長 。